# Saint-Savinien
Saint-Savinien là một xã trong tỉnh Charente-Maritime trong vùng Nouvelle-Aquitaine, tây nam nước Pháp. Xã Saint-Savinien nằm ở khu vực có độ cao trung bình 6 mét trên mực nước biển.

## Dân số
| Năm  | Dân số | Mật độ |
| ---- | ------ | ------ |
| 1962 | 2,351  | -      |
| 1968 | 2,377  | -      |
| 1975 | 2,342  | -      |
| 1982 | 2,336  | -      |
| 1990 | 2,340  | -      |
| 1999 | 2,359  | 50/km² |